# Kasteel Terborgh

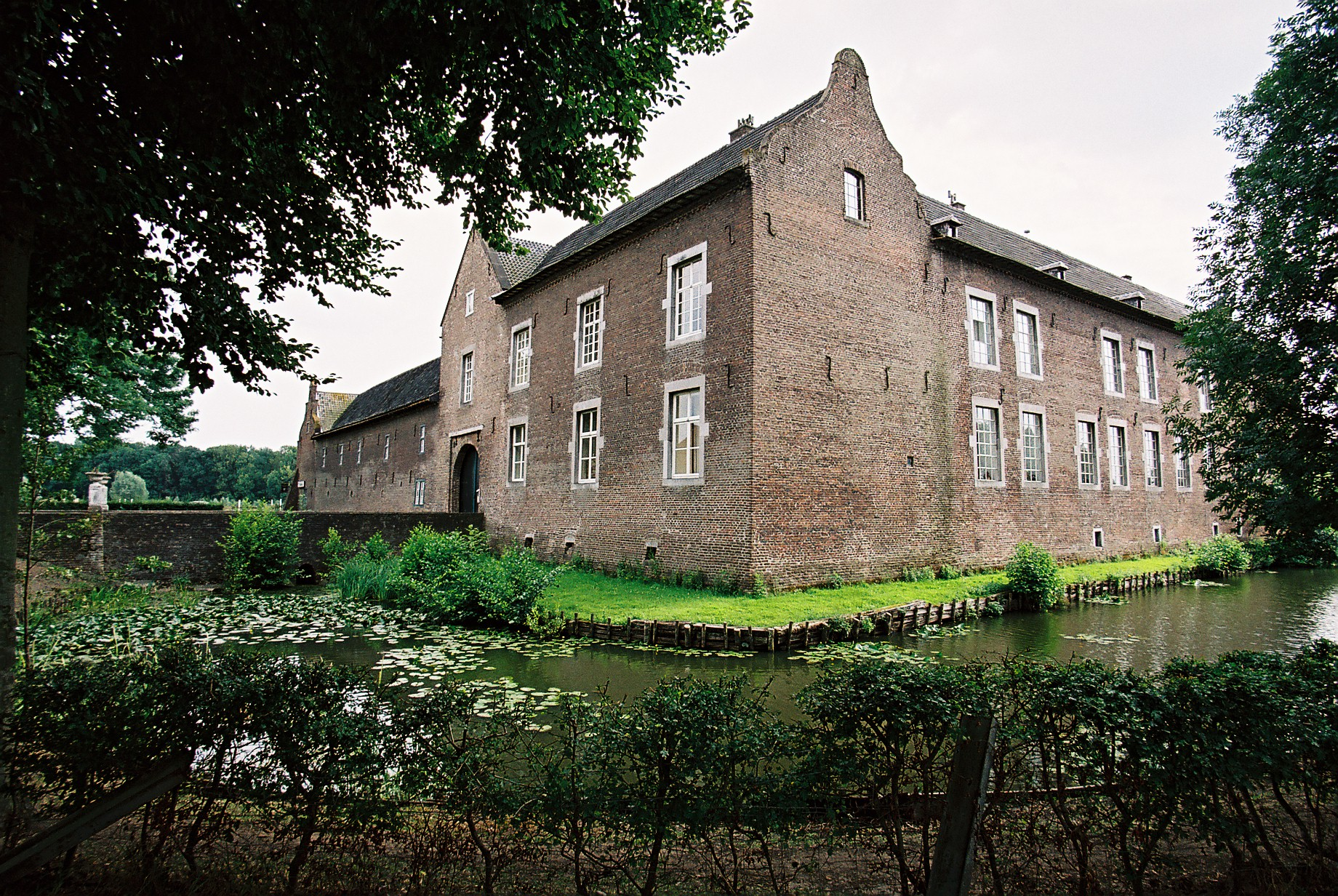
Kasteel Terborgh te Schinnen

Kasteel Terborgh, ook wel Huis Schinnen genoemd, is gelegen in het dal van de Geleenbeek nabij de buurtschap Heisterbrug, een deel van de Nederlands-Limburgse gemeente Beekdaelen. Het kasteel en de naastgelegen watermolen zijn beide een rijksmonument.

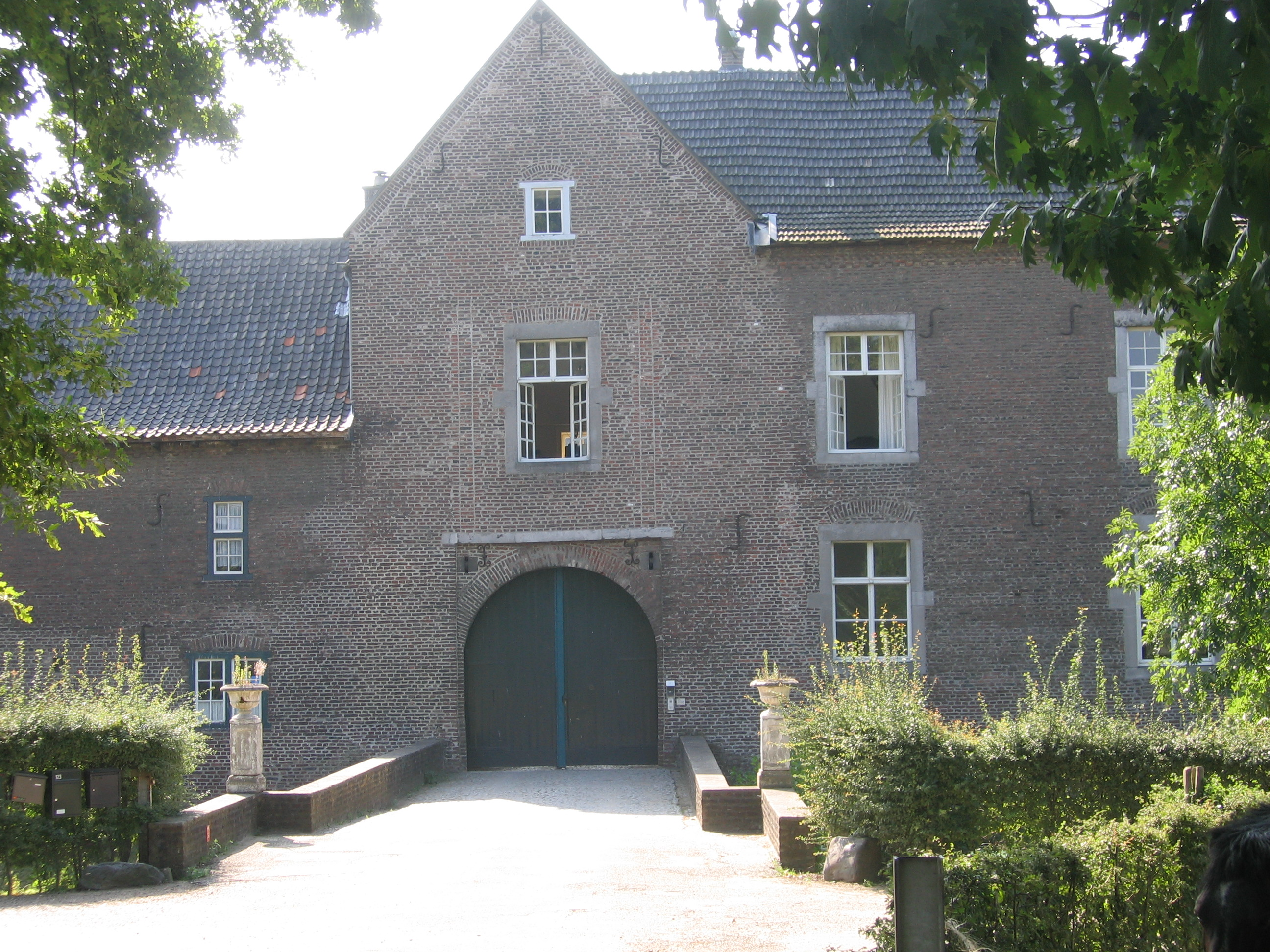
Poortgebouw van Terborgh
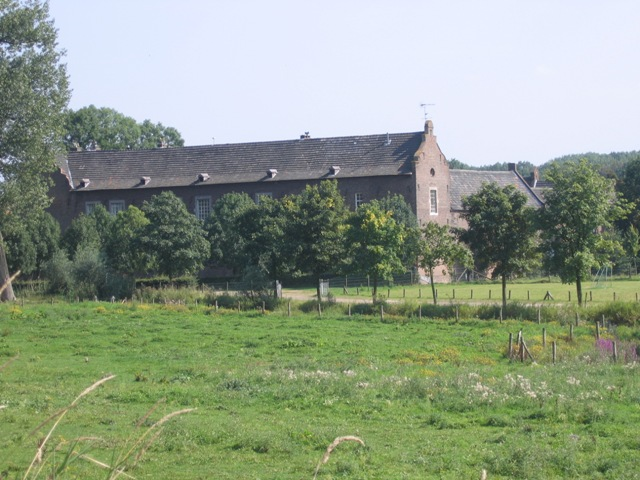
Terborgh in het Geleenbeekdal
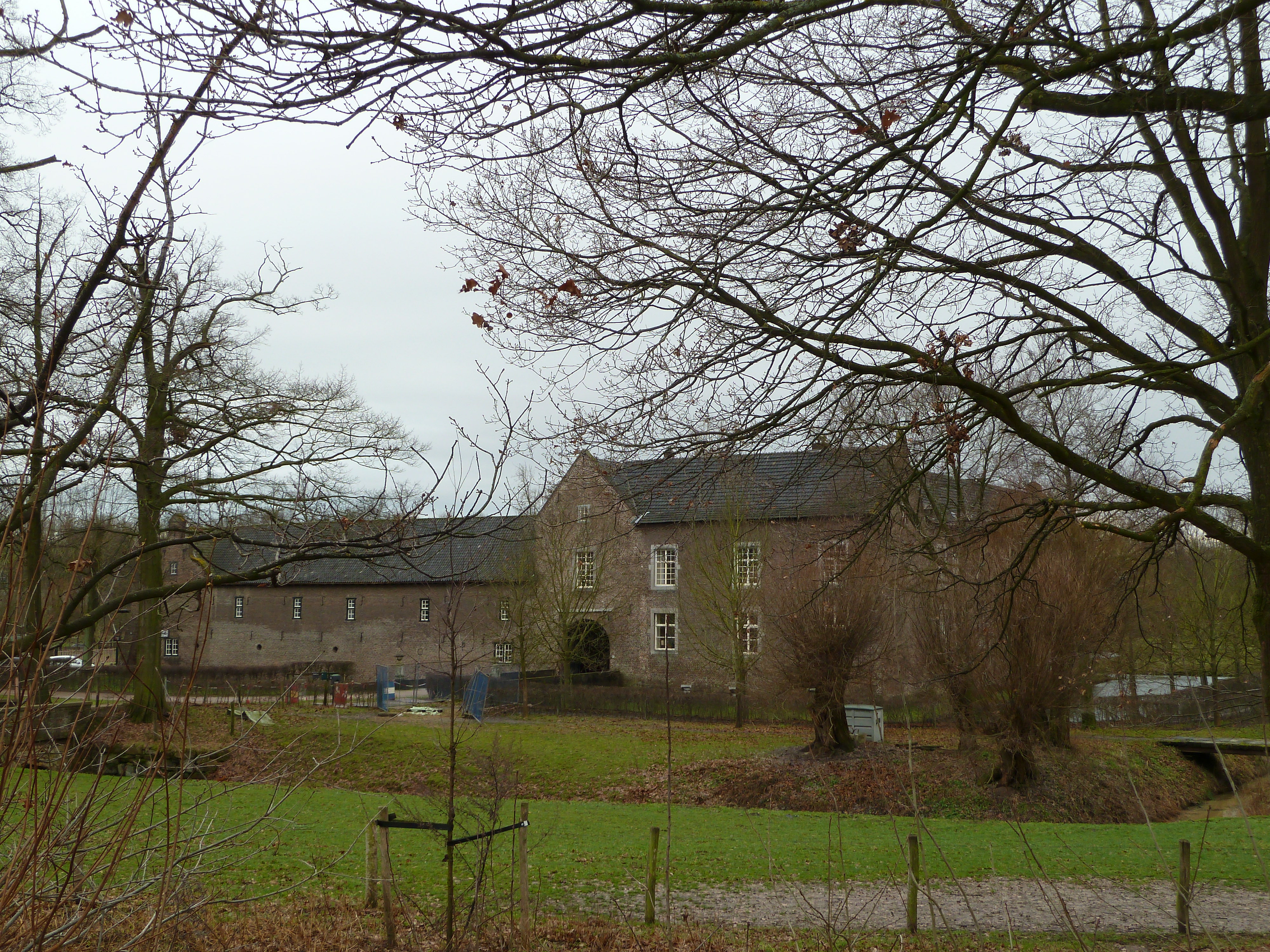
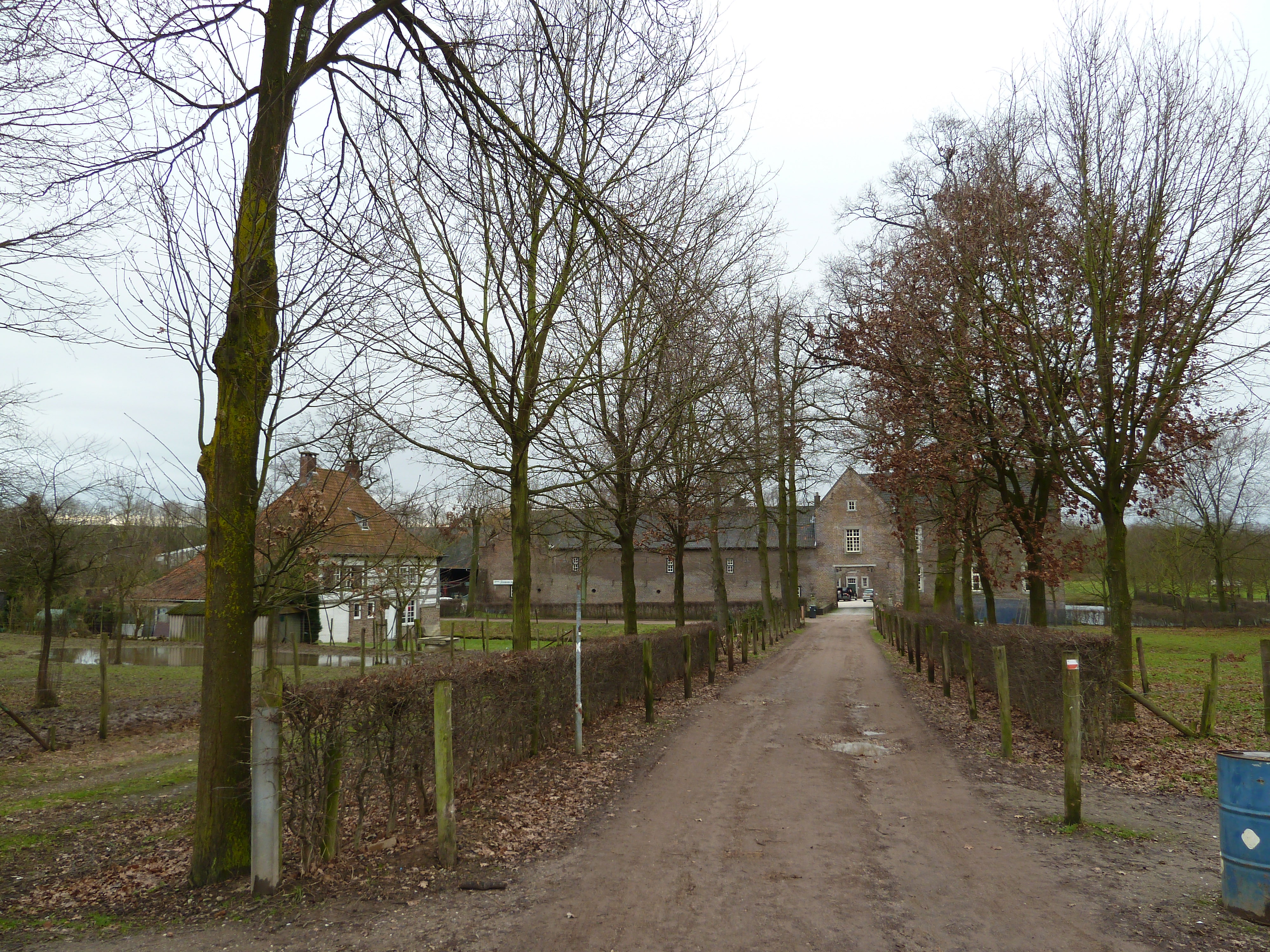
Oprijlaan

## Beschrijving van het kasteel Terborgh
Het huidige kasteel Terborgh is een zeventiende-eeuwse gesloten hoeve die is opgetrokken uit vier bakstenen vleugels. Twee vleugels zijn voorzien van bakstenen topgevels van het Gelderse type, afgedekt met rollagen, die in een bakstenen krul eindigen.
Het kasteelterrein is voorzien van een gracht die gevoed wordt door de Geleenbeek. Voorheen lagen er grote visvijvers rond het complex. Het binnenplein is bereikbaar via de voormalige ophaalbrug naar het van een topgevel voorziene poortgebouw. De noordvleugel herbergt het herenhuis en de zeshoekige huiskapel die in 1625 werd ingewijd door de bisschop van Roermond. Van de oorspronkelijke inrichting van de kapel is niets meer overgebleven. Het woongedeelte beschikt over een monumentaal trappenhuis met eikenhouten bordes en diverse stucplafonds. In de zuidvleugel is de kasteelboerderij gevestigd.
Achter het kasteel ligt een terp of motte, waar metersdikke restanten breuksteen wijzen op de fundamenten van een oude woontoren.

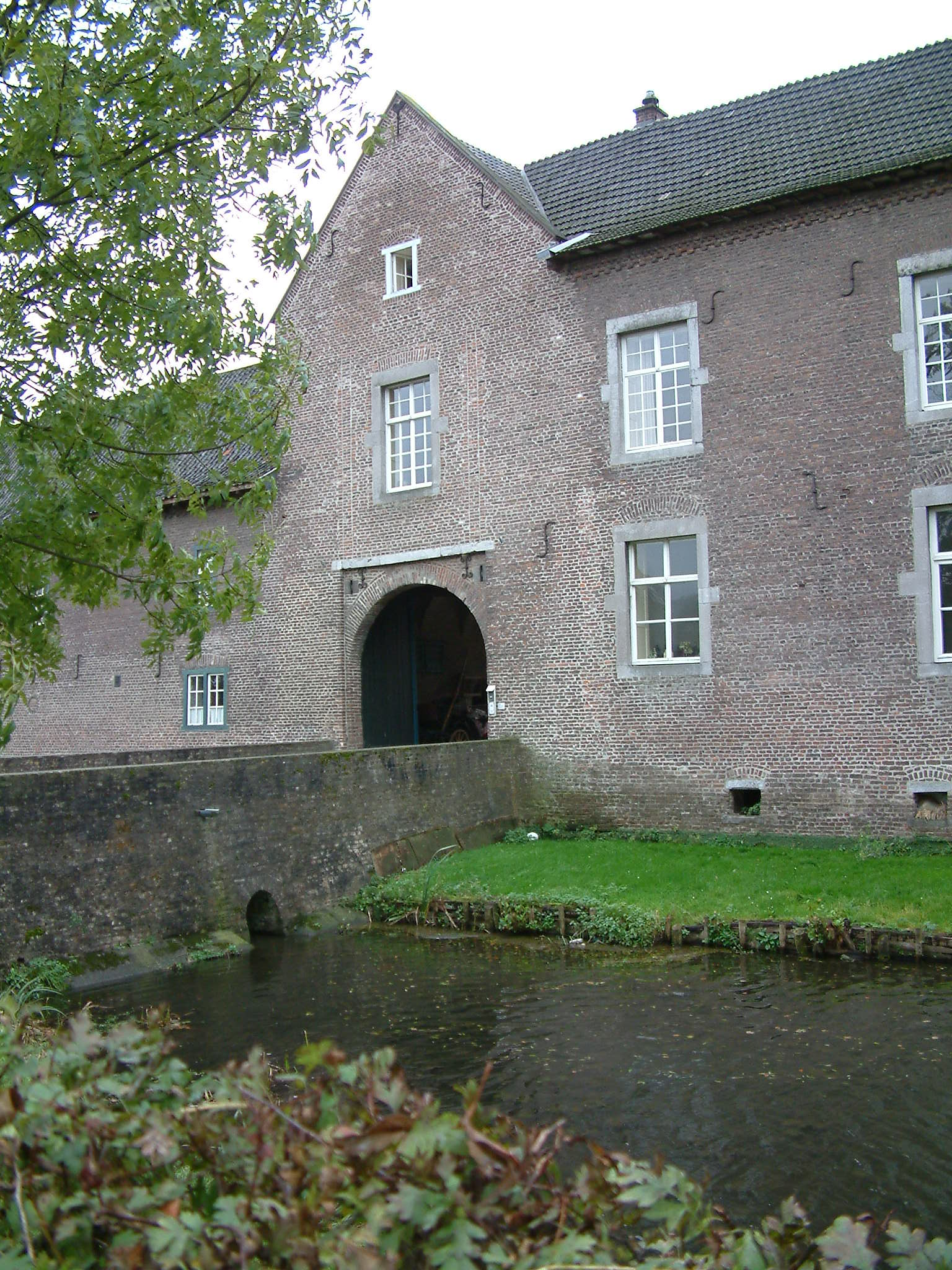
Poorthuis van Terborgh
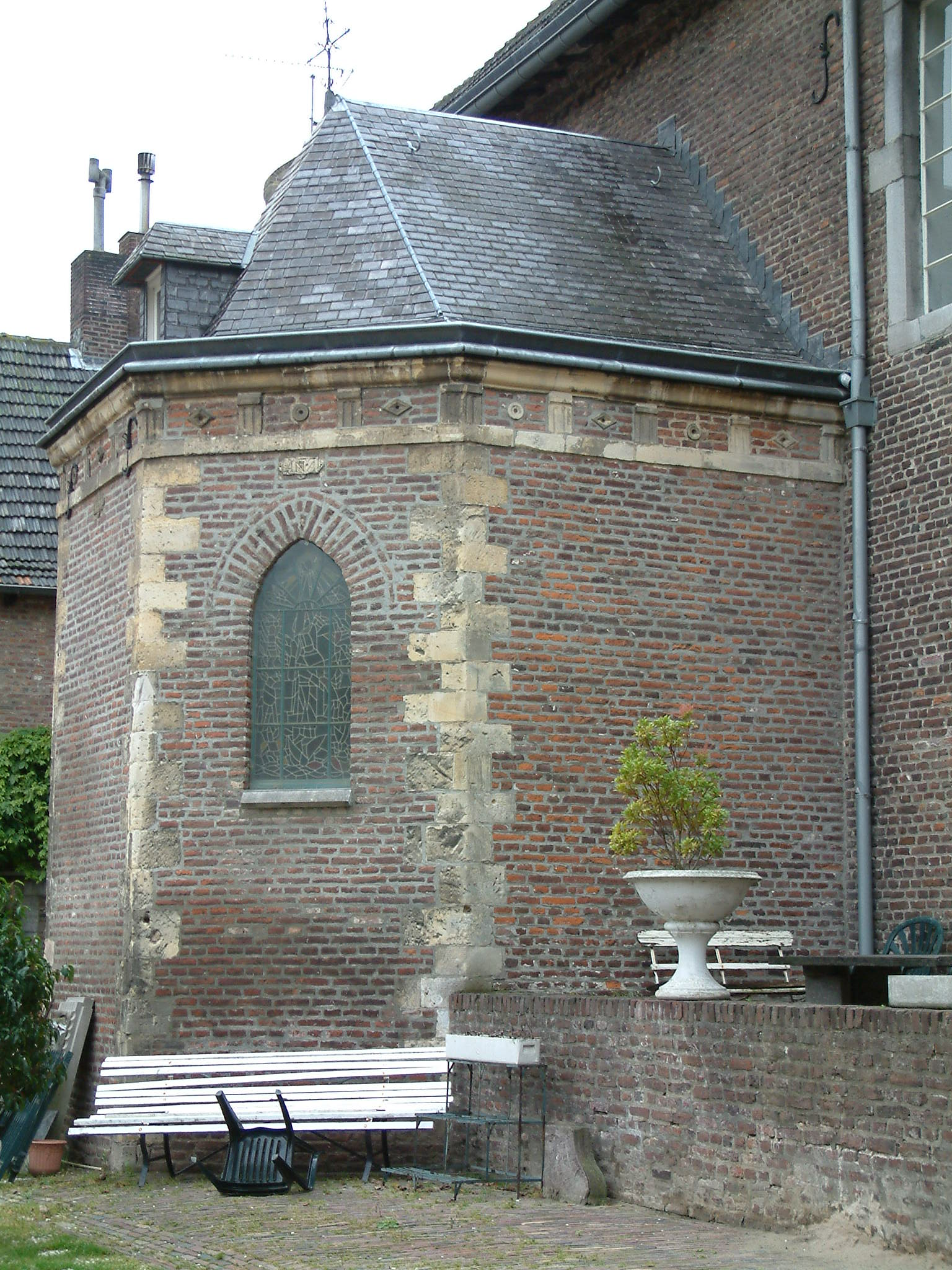
Slotkapel van Terborgh, 1625

## Beschrijving van de watermolen Terborgh
Aan de voorzijde van het kasteel ligt aan een aftakking van de Geleenbeek de watermolen Terborgh of Borgermolen. Het huidige molenhuis stamt uit de achttiende eeuw en is voorzien van een vakwerkverdieping en een met pannen gedekt schilddak. De geschiedenis van de molen is veel ouder. De Borgermolen was de banmolen voor de inwoners van de heerlijkheid Schinnen. De voormalige watermolen was tot in de twintigste eeuw voorzien van een onderslagrad en werd aangedreven met behulp van een maalsluis. Eind negentiende eeuw was het molenhuis voorzien van twee waterraden. In 1888 werd een van de raderen verwijderd en in 1943 werd ten slotte het molenhuis geheel verbouwd tot woonhuis. In 1987 werd de molen gerestaureerd.

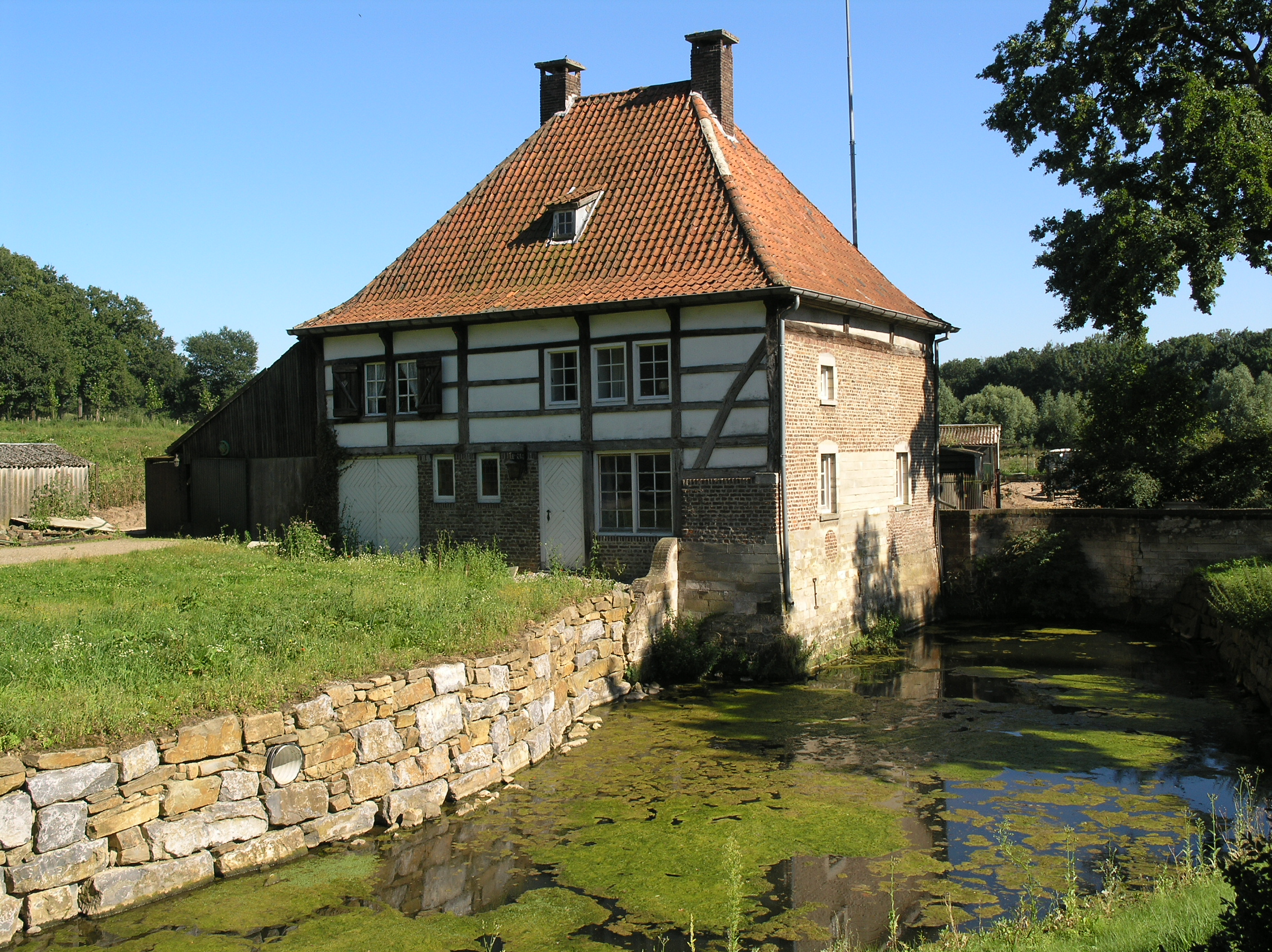
Borgermolen te Schinnen
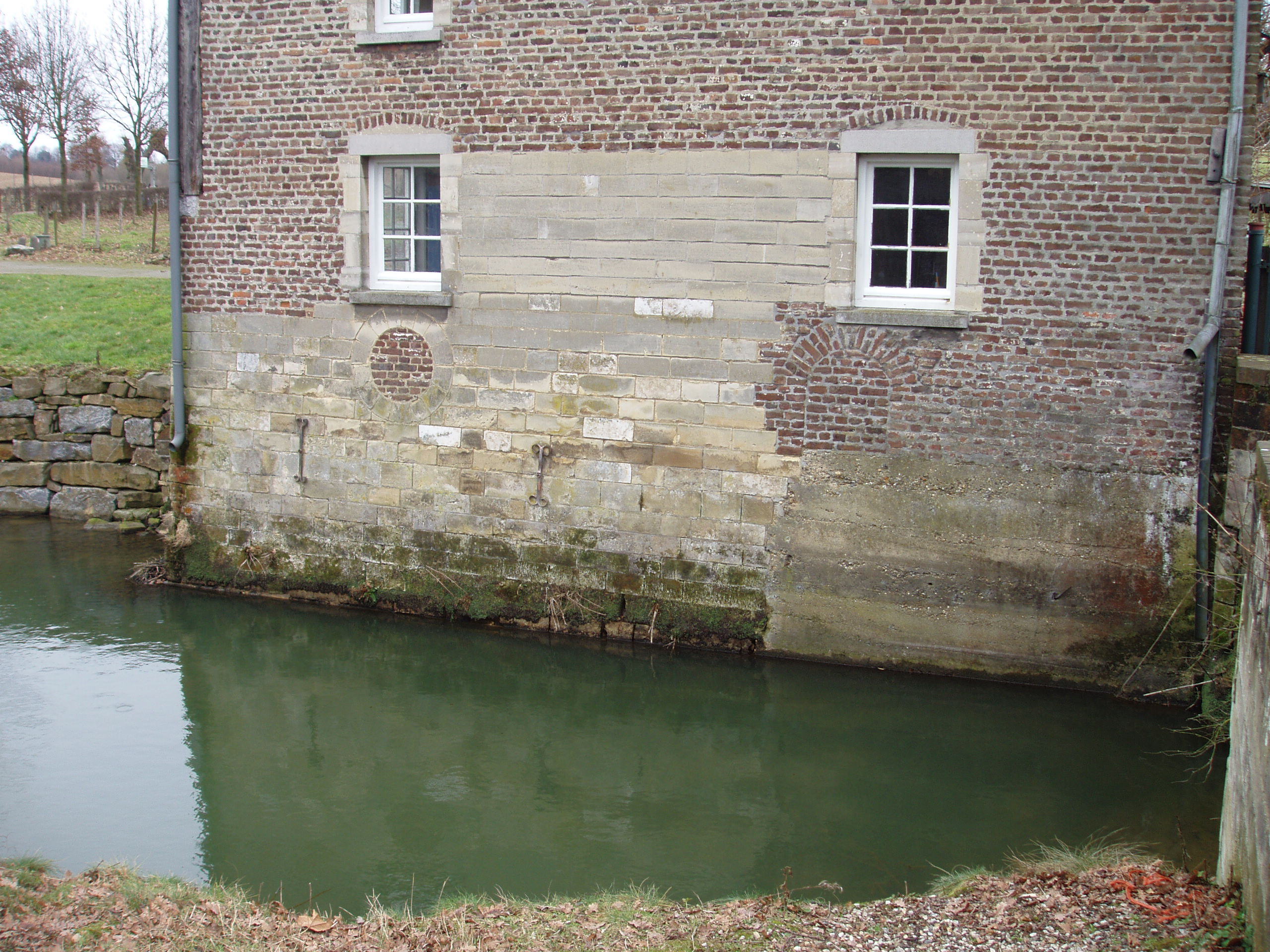
Borgermolen te Schinnen

## Geschiedenis en bewoners

### Tot aan de Franse Tijd
Waarschijnlijk mag Terborgh beschouwd worden als een van de oudste burchtterreinen van de huidige provincie Limburg. Er zijn vermoedens dat ter plaatse van het huidige kasteel Terborgh in de Romeinse tijd een ‘burgus’ of wachttoren heeft gelegen die de oorsprong vormde voor het ontstaan en de benaming van Terborgh.
Wanneer het kasteel in 1285 wordt genoemd, bestaat zij uit een woontoren, gelegen op een kunstmatige verhoging (terp of motte), en een voorhof. Vonk (2009) ziet Terborgh als een van de nieuwe machtscentra die vanaf de elfde eeuw door de opkomende groep van milities of krijgslieden werden gesticht en waaraan in de loop van de tijd grote delen van het platteland leen- en laatrechtelijk verbonden werden. Het kasteel Terborgh bezat een eigen leenhof met tachtig leengoederen, die grotendeels in Schinnen lagen, maar waartoe eveneens de grote pachthoeven Ten Eijsden, Beekhoven en De Biesen in Geleen en Grijzegrubben en het kasteel Reijmersbeek te Nuth behoorden.
Bij de beschrijving van 1285 behoort Terborgh aan Hendrik van Wijlre, heer van Schinnen. Hij verkreeg zowel Terborgh als de heerlijke rechten van Schinnen uit de erfenis van zijn ouders Alexander van Wijlre en Gerberga van Schinnen. Het kasteel is dan een leengoed van de prins-bisschop van Luik, terwijl de heerlijkheid Schinnen een leengoed is van de heren van Valkenburg. In 1294 zijn zowel Terborgh als de heerlijkheid Schinnen in bezit van Floris Berthout van Berlaer, heer van Mechelen, die het kasteel waarschijnlijk wegens een failliet heeft kunnen kopen. Tijdens zijn beheer wordt Terborgh, waarschijnlijk onder Brabantse invloed, aan het Luikse leenrecht onttrokken en aan het leenhof van Valkenburg opgedragen.
Sophie Berthout en haar man Reinoud II van Gelre erven Terborgh en de heerlijkheid Schinnen, die daarop tot 1403 in handen van de graven van Gelre blijven.
Zij worden in 1403 opgevolgd door de familie Schellart van Obbendorf. Zij zal tot 1795 eigenaar blijven van het kasteel Terborgh en de heerlijkheid. Onder Walraaf Schellart van Obbendorf werd de voorburcht van Terborgh verbouwd tot herenhuis. In 1625 werd de nieuwe kapel door de bisschop van Roermond ingewijd.
In 1758 richtte Maria Ernestina Schellart van Obbendorf het monumentale hardstenen kruisbeeld op aan de ingang van het Terborgh met de inscripties: ‘SALVO FACLAS DOMINE SCHINENSES’ (Heer, bescherm de inwoners van Schinnen). In die periode fungeerde Terborgh als gerechtsplaats en gevangenis voor leden van de Bokkenrijdersbende. De laatste familietelg te Schinnen was graaf Adam Alexander Schellart van Obbendorf, heer van Schinnen, Geijsteren en Oostrum.

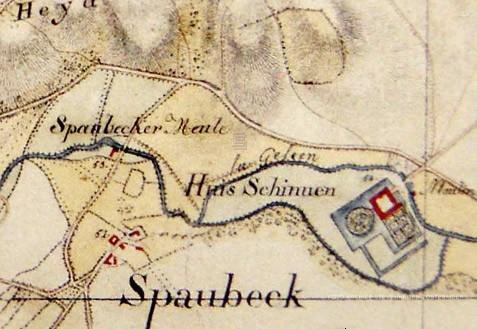
Detail Tranchotkaart, 1806
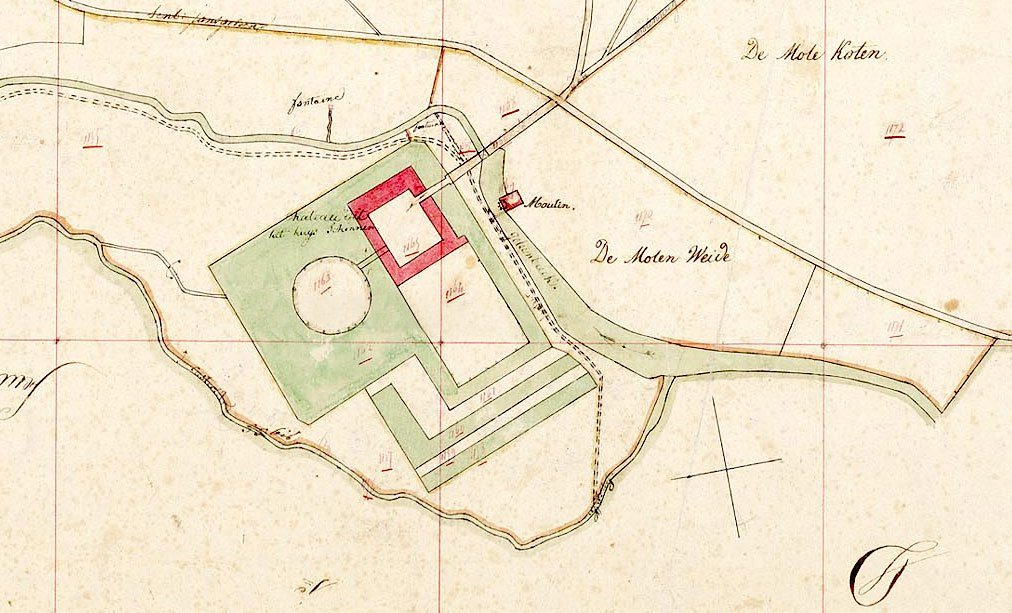
Kadasterkaart 1841
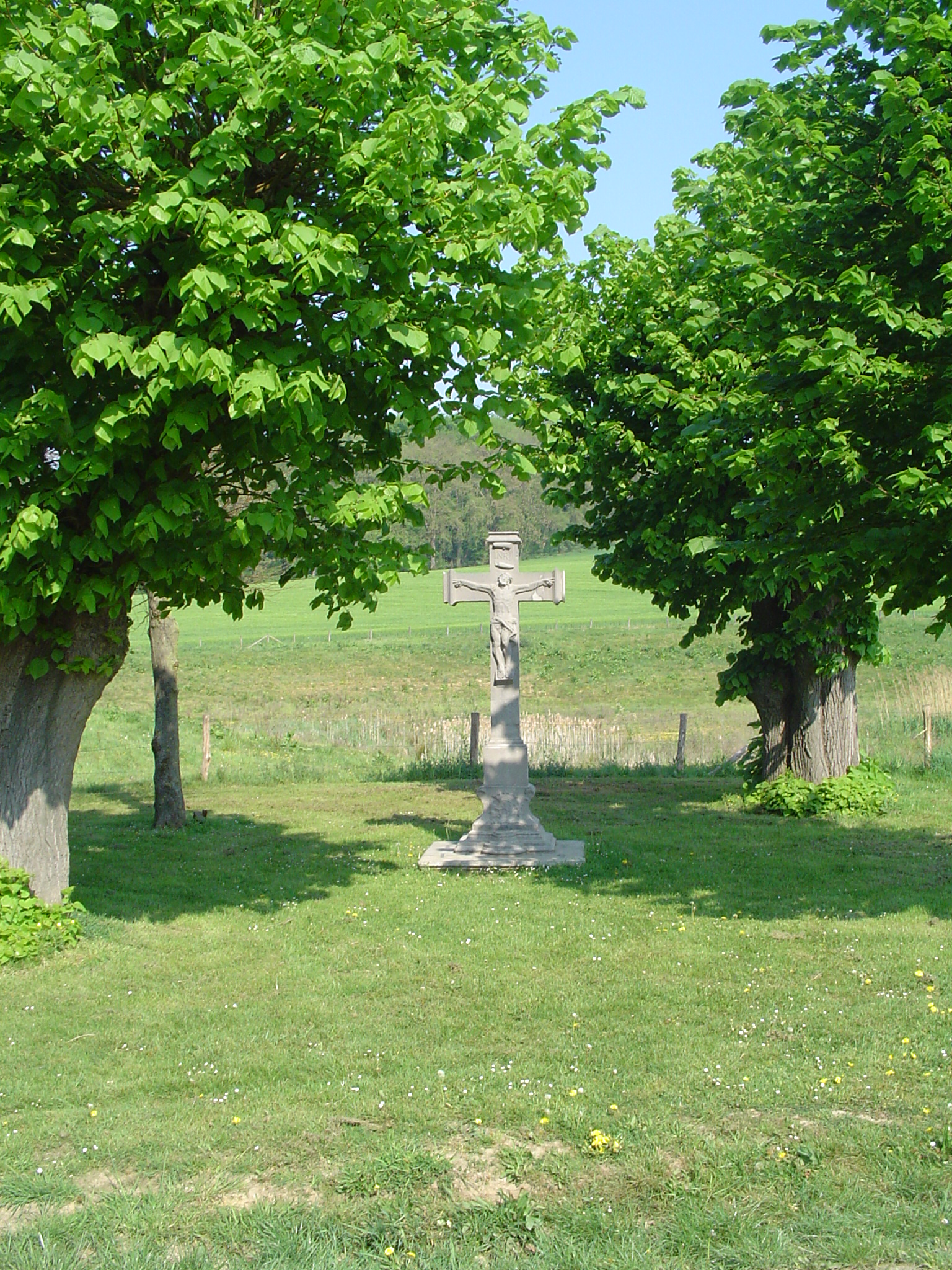
Hardstenen kruisbeeld uit 1758

### Vanaf de Franse Tijd
In 1804 erft Maria, rijksgravin von und zu Hoensbroeck de goederen te Schinnen en Geysteren. Zij huwde baron Caspar Carel de Weichs de Wenne en zij vestigden zich in Geysteren. Hun zoon, baron Clemens de Weichs de Wenne, gehuwd in 1844 met barones Emma Maria Francisca De Loë d’Imstenraedt, vestigt zich aanvankelijk op Terborgh. Vanaf 1850 woont ook hij te Geysteren. In 1853 worden kasteel Terborgh en de Borgermolen toebedeeld aan barones Theresia de Weichs de Wenne, gehuwd met baron Clemens De Loë, woonachtig in Troisdorff in Oostenrijk. In 1872 vestigde hun zoon Clemens De Loë jr. kamerheer van de keizer van Oostenrijk en gehuwd met gravin Eugenia von Golstein de Breihl, zich op Terborgh. Na het overlijden van de gravin keert De Loë in 1888 terug naar Oostenrijk. Terborgh blijft vervolgens tot 1918 onbewoond, terwijl de kasteelboerderij verpacht blijft aan leden van de familie Pijls. In dat jaar koopt George August Kesting, directeur van de Handelsvereiniging Reiss & Co. te Amsterdam, de helft van Terborgh. Het andere deel komt in bezit van Geert van Kooten Kok uit ’s-Gravenhage. In 1938 verkopen beide eigenaar hun aandeel in Terborgh aan de Amsterdamse civiel ingenieur Gerardus Smits, oud-directeur van de Deli Spoorweg Maatschappij in Nederlands-Indië. Smits restaureert in 1943 het in verval geraakte kasteel en de Borgermolen.
In 1968 koopt de Gemeente Schinnen Terborgh en gebruikt het kasteel voor officiële ontvangsten en huwelijksvoltrekkingen. Een deel van de gebouwen en stallen doet dienst jeugdtrefcentrum en gemeentelijke opslag.
In 1989 verkoopt de Gemeente Schinnen Terborgh en de Borgermolen vervolgens aan antiekhandelaar Stassen. Na diens overlijden verkochten de 5 zonen hun erfenis aan een charitatief vehikel van Wynne Minkes en Rieuwert van Bodegraven, Stichting Het Eeuwige Leven. De kasteelhoeve is in gebruik voor logies en als gasterij. De molen wordt compleet gerenoveerd. 

## Trivia
- Kasteel Terborgh ligt in landschapspark de Graven, een natuurgebied rond de Geleenbeek. De Gasterij Terborgh is als rustpunt opgenomen in het parcours van het Pieterpad en de Via Coriovallum.
- In Madurodam, de miniatuurstad in Den Haag, staat een replica op schaal van de kasteelboerderij.